# Ян Ми
Ян Ми (кит. упр. 杨幂, пиньинь yáng mì; род. 12 сентября 1986 года) — китайская актриса. Свою карьеру Ян Ми начала в 4 года, а уже в 6 лет получила первую кинопремию и широкую известность. В 1993 году, после появления в сериалах Tang Ming Huang и Hou Wa (кит. 猴娃), актриса поступила в школу и покинула телевизионные экраны.
После возвращения на экраны в 2003 году актриса успешно совмещает съёмки в телесериалах и полнометражных фильмах. В 2011 году актриса получила Magnolia Award как «самая популярная актриса» (280 млн проголосовавших).
Вместе с Хуан Шенъи, Лиу Ифэй и Ван Луодань стала одной из «четырёх новых маленьких молоденьких актрис» (新四小花旦).

## Биография
Ян Ми родилась 12 сентября 1986 года в семье полицейского. Поскольку и у отца, и у матери была фамилия Ян (杨), дочку, которая стала третьей Ян в семье, нарекли именем Ми (幂), что в дословном переводе означает «показатель степени». В силу того, что иероглиф 幂 мало распространён и редко используется в китайском языке, в будущем, уже став известной, актриса испытает много неловких моментов, когда и журналисты, и поклонники будут путать её имя с другими похожими иероглифами: 幕 (полог) и 冥 (тьма). О своих родителях актриса отзывалась как о «просвещённых людях», которые не выдвигали к ней никаких требований, кроме как «быть счастливой».
В четыре года отец отдал девочку на театральные курсы при одной из киностудий, и уже в 1990 году Ян Ми стала сниматься в сериале «唐明皇». Позже она появилась в фильме «Король попрошаек» и сериале «猴娃», которые принесли ей известность. В связи с поступлением в школу девочка была вынуждена оставить съёмки.
Во время обучения в школе у Ян Ми зародилось желание стать моделью. После окончания средней школы она стала сниматься для журналов, а затем и для рекламы.
Возвращение уже повзрослевшей актрисы на экран произошло в 2003 году, с выходом сериала «红粉世家». В 2005 году Ян Ми поступила в Пекинскую академию кино, набрав высший балл. Параллельно с обучением актриса продолжила карьеру в кино и на телевидении.
В 2011 году Ян Ми достигла нового пика в карьере с ролью в сериале «Дворец». В том же году она сыграла главную роль в фильме ужасов «孤岛惊魂», который, несмотря на скептические прогнозы, в пределах Китая сорвал кассу в 90 млн юаней. В 2012 году актриса появилась в лентах «Крашенная кожа II: Воскрешение» и «У Дан».

## Личная жизнь
С 8 января 2014 года Ми замужем за актёром Хавиком Лау (род.1974), с которым она встречалась 2 года до их свадьбы. 12 мая 2014 года стало известно, что супруги ожидают появления своего первенца.